# Codonopsis grey-wilsonii
Codonopsis grey-wilsonii là loài thực vật có hoa trong họ Hoa chuông. Loài này được J.M.H.Shaw mô tả khoa học đầu tiên năm 1996.